# Arturo De Vecchi
Arturo De Vecchi (* 30. April 1898 in Messina; † 6. Januar 1988) war ein italienischer Säbelfechter.

## Erfolge
Arturo De Vecchi wurde 1930 in Lüttich und 1931 in Wien mit der Mannschaft Vizeweltmeister. Er nahm an zwei Olympischen Spielen in den Säbel-Konkurrenzen teil: 1928 belegte er in Amsterdam im Einzel den siebten Rang. Bei den Olympischen Spielen 1932 zog er in Los Angeles mit der Mannschaft erneut in die Finalrunde ein, die er mit ihr ein weiteres Mal hinter Ungarn auf dem zweiten Platz beendete. Neben Salafia gewannen Renato Anselmi, Giulio Gaudini, Gustavo Marzi, Ugo Pignotti und Emilio Salafia die Silbermedaille. Die Einzelkonkurrenz schloss er auf dem achten Rang ab.
Er studierte Rechtswissenschaften und arbeitete nach seiner sportlichen Karriere als Richter.